# Stenochiton nubilus
Stenochiton nubilus is een keverslakkensoort uit de familie van de Ischnochitonidae. De wetenschappelijke naam van de soort is voor het eerst geldig gepubliceerd in 1993 door Cochran.